# Rio Santo Onofre
O rio Santo Onofre é um curso de água que banha o estado da Bahia. Com nascente na cidade de Caetité, integra a bacia do São Francisco, sendo seu tributário pela margem direita. Banha vários municípios, como Macaúbas, Riacho de Santana, Igaporã e Paratinga. Seu curso, na maior parte, é temporário, secando quando das estiagens prolongadas. Ao longo de suas margens cultiva a cana-de-açúcar (matéria-prima para fabricação da cachaça artesanal), milho, feijão, mandioca e diversas outras culturas de subsistências, para população que habita as suas margens e que na sua totalidade são agricultores familiares que sobrevivem da agricultura e da pecuária.